# 530 Turandot
530 Turandot
530 Turandot là một tiểu hành tinh ở vành đai chính. Nó được Max Wolf phát hiện ngày 11.4.1904 ở Heidelberg và được đặt theo tên Turandot, nhân vật trong vở opera cùng tên của Giacomo Puccini.